# Eerste klasse 1953-54 (voetbal België)
Het seizoen 1953/54 van de Belgische Eerste Klasse ging van start in de zomer van 1953 en eindigde in de lente van 1954. De competitie telde 16 clubs. RSC Anderlecht werd voor de vijfde keer in de geschiedenis van de club kampioen.

## Gepromoveerde teams
Deze teams waren gepromoveerd uit de Tweede Klasse voor de start van het seizoen:
- K. Lyra (kampioen in Tweede)
- K. Lierse SK (tweede in Tweede)

## Degraderende teams
Deze teams degradeerden naar Tweede Klasse op het eind van het seizoen:
- R. Daring Club de Bruxelles
- K. Lyra

## Titelstrijd
Het werd een spannend kampioenschap waarbij RSC Anderlecht met 1 punt voorsprong kampioen werd. Vicekampioen werd KV Mechelen dat evenveel punten telde als KAA Gent dat derde werd.

## Degradatiestrijd
K. Lyra eindigde afgescheiden op de laatste plaats. Tweede degradant werd R. Daring Club de Bruxelles dat slechts één punt achterstand had op Union Royale Saint-Gilloise en R. Standard Club Liégeois die zich net konden redden.

## Ploegen
Deze ploegen speelden in het seizoen 1953-54 in Eerste klasse. De nummers komen overeen met de plaats in de eindrangschikking:
| Stam- nummer | Club                        | Plaats                 |    |
| ------------ | --------------------------- | ---------------------- | -- |
| 35           | RSC Anderlecht              | Anderlecht             | 1  |
| 25           | KV Mechelen                 | Mechelen               | 2  |
| 7            | KAA Gent                    | Gent                   | 3  |
| 13           | R. Beerschot AC             | Antwerpen              | 4  |
| 4            | RFC Liégeois                | Luik                   | 5  |
| 24           | RC Mechelen KM              | Mechelen               | 6  |
| 1            | R. Antwerp FC               | Deurne, Antwerpen      | 7  |
| 30           | K. Lierse SK                | Lier                   | 8  |
| 246          | R. OC de Charleroi          | Charleroi              | 9  |
| 22           | R. Charleroi SC             | Charleroi              | 10 |
| 28           | R. Berchem Sport            | Berchem, Antwerpen     | 11 |
| 21           | R. Tilleur FC               | Tilleur, Saint-Nicolas | 12 |
| 16           | R. Standard Club Liégeois   | Luik                   | 13 |
| 10           | Union Royale Saint-Gilloise | Sint-Gillis            | 14 |
| 2            | R. Daring Club de Bruxelles | Sint-Jans-Molenbeek    | 15 |
| 52           | K. Lyra                     | Lier                   | 16 |

## Eindstand
|   |    |                             | P  | W  | G  | V  | +  | -  | DS  | Ptn |
| - | -- | --------------------------- | -- | -- | -- | -- | -- | -- | --- | --- |
| K | 1  | RSC Anderlecht              | 30 | 14 | 9  | 7  | 76 | 51 | 25  | 37  |
|   | 2  | KV Mechelen                 | 30 | 12 | 12 | 6  | 47 | 41 | 6   | 36  |
|   | 3  | KAA Gent                    | 30 | 13 | 10 | 7  | 65 | 47 | 18  | 36  |
|   | 4  | R. Beerschot AC             | 30 | 13 | 9  | 8  | 54 | 40 | 14  | 35  |
|   | 5  | RFC Liégeois                | 30 | 15 | 4  | 11 | 68 | 51 | 17  | 34  |
|   | 6  | RC Mechelen KM              | 30 | 11 | 9  | 10 | 55 | 55 | 0   | 31  |
|   | 7  | R. Antwerp FC               | 30 | 12 | 7  | 11 | 49 | 50 | -1  | 31  |
|   | 8  | K. Lierse SK                | 30 | 13 | 5  | 12 | 47 | 45 | 2   | 31  |
|   | 9  | R. OC de Charleroi          | 30 | 11 | 8  | 11 | 54 | 55 | -1  | 30  |
|   | 10 | R. Charleroi SC             | 30 | 10 | 8  | 12 | 41 | 49 | -8  | 28  |
|   | 11 | R. Berchem Sport            | 30 | 11 | 6  | 13 | 38 | 53 | -17 | 28  |
|   | 12 | R. Tilleur FC               | 30 | 12 | 4  | 14 | 48 | 50 | -2  | 28  |
|   | 13 | R. Standard Club Liégeois   | 30 | 9  | 9  | 12 | 49 | 55 | -6  | 27  |
|   | 14 | Union Royale Saint-Gilloise | 30 | 9  | 9  | 12 | 52 | 60 | -8  | 27  |
| D | 15 | R. Daring Club de Bruxelles | 30 | 11 | 4  | 15 | 49 | 61 | -12 | 26  |
| D | 16 | K. Lyra                     | 30 | 2  | 11 | 17 | 30 | 59 | -29 | 15  |

P: wedstrijden gespeeld, W: wedstrijden gewonnen, G: gelijke spelen, V: wedstrijden verloren, +: gescoorde doelpunten, -: doelpunten tegen, DS: doelsaldo, Ptn: totaal punten
K: kampioen, D: degradeert

## Topschutter
| Scorer                  | Goals | Team           |        |
| ----------------------- | ----- | -------------- | ------ |
| Hippolyte Van den Bosch | 28    | RSC Anderlecht | België |
| Maurice Willems         | 27    | KAA Gent       | België |
| Jef Mermans             | 21    | RSC Anderlecht | België |

1895/96 · 1896/97 · 1897/98 · 1898/99 · 1899/00 · 1900/01 · 1901/02 · 1902/03 · 1903/04 · 1904/05 · 1905/06 · 1906/07 · 1907/08 · 1908/09 · 1909/10 · 1910/11 · 1911/12 · 1912/13 · 1913/14 · 1914/15 · 1915/16 · 1916/17 · 1917/18 · 1918/19 · 
1919/20 · 1920/21 · 1921/22 · 1922/23 · 1923/24 · 1924/25 · 1925/26 · 1926/27 · 1927/28 · 1928/29 · 1929/30 · 1930/31 · 1931/32 · 1932/33 · 1933/34 · 1934/35 · 1935/36 · 1936/37 · 1937/38 · 1938/39 · 1939/40 · 1940/41 · 1941/42 · 1942/43 · 1943/44 · 1944/45 · 1945/46 · 1946/47 · 1947/48 · 1948/49 · 1949/50 · 1950/51 · 1951/52 · 1952/53 · 1953/54 · 1954/55 · 1955/56 · 1956/57 · 1957/58 · 1958/59 · 1959/60 · 1960/61 · 1961/62 · 1962/63 · 1963/64 · 1964/65 · 1965/66 · 1966/67 · 1967/68 · 1968/69 · 1969/70 · 1970/71 · 1971/72 · 1972/73 · 1973/74 · 1974/75 · 1975/76 · 1976/77 · 1977/78 · 1978/79 · 1979/80 · 1980/81 · 1981/82 · 1982/83 · 1983/84 · 1984/85 · 1985/86 · 1986/87 · 1987/88 · 1988/89 · 1989/90 · 1990/91 · 1991/92 · 1992/93 · 1993/94 · 1994/95 · 1995/96 · 1996/97 · 1997/98 · 1998/99 · 1999/00 · 2000/01 · 2001/02 · 2002/03 · 2003/04 · 2004/05 · 2005/06 · 2006/07 · 2007/08 · 2008/09 · 2009/10 · 2010/11 · 2011/12 · 2012/13 · 2013/14 · 2014/15 · 2015/16 · 2016/17 · 2017/18 · 2018/19 · 2019/20 · 2020/21· 2021/22 · 2022/23 · 2023/24 · 2024/25